# Humań (stacja kolejowa)
Humań (ukr: Станція Умань) – stacja kolejowa w miejscowości Humań, w obwodzie czerkaskim, na Ukrainie. Jest częścią Kolei Odeskiej. Znajduje się na linii Chrystyniwka – Humań.

## Linie kolejowe
- Linia Chrystyniwka – Humań